# Воскрешение дочери Иаира

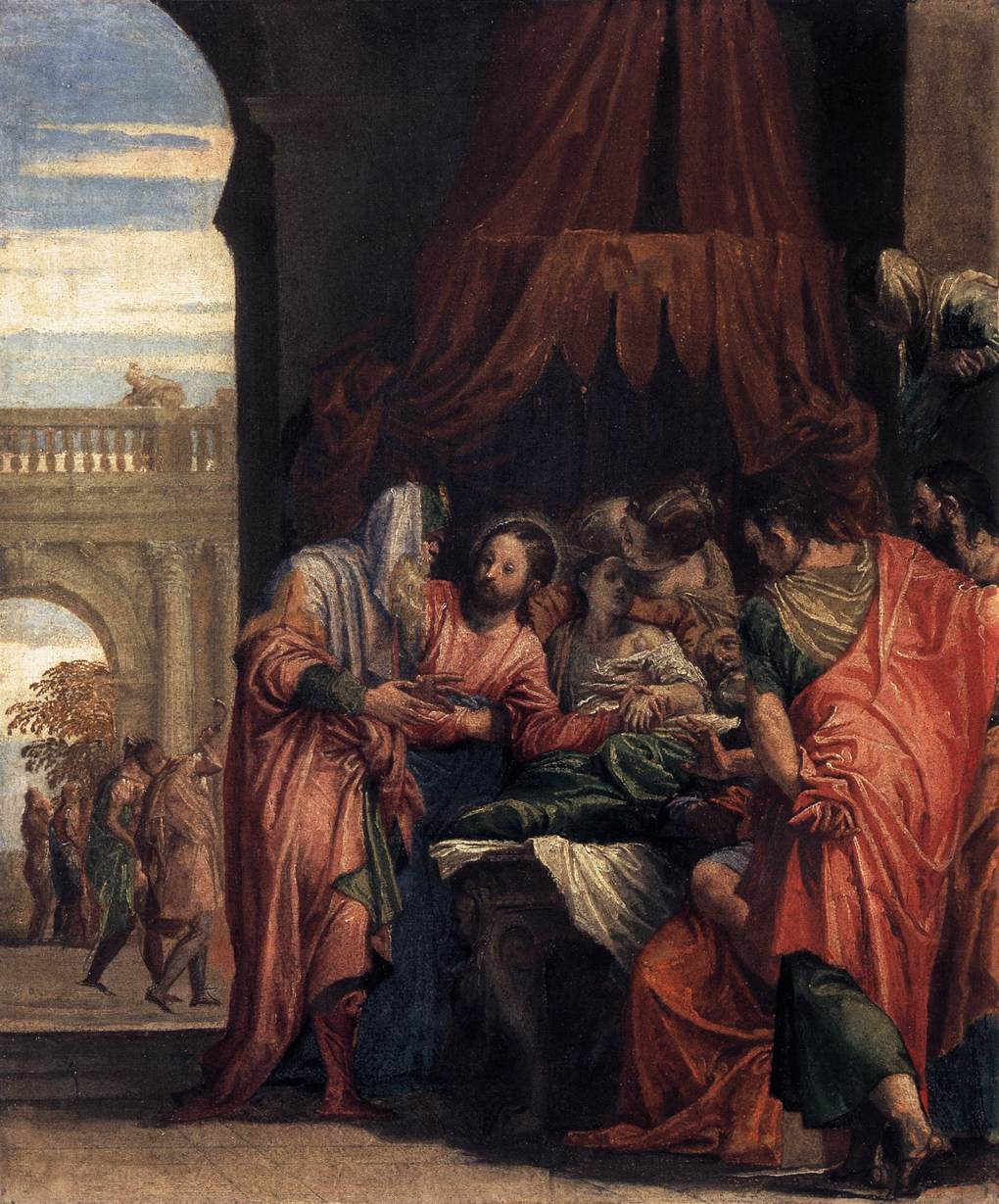
Паоло Веронезе. Воскрешение дочери Иаира (1546)

Воскрешение дочери Иаира — одно из чудес Иисуса Христа, описанное в синоптических Евангелиях (Мф. 9:18-26, Мк. 5:22-43, Лк. 8:40-56). Событие связано с воскрешением единственной, двенадцатилетней дочери начальника синагоги Иаира в Капернауме. Одно из трёх чудес Христа, связанное с воскрешением из мёртвых наряду с воскрешением сына Наинской вдовы и воскрешением Лазаря.

## В Евангелиях
Рассказ о воскрешении дочери Иаира встречается в синоптических Евангелиях. Наиболее подробно данное событие описывает Евангелие от Марка. Повествование переплетается с сюжетом исцеления кровоточивой женщины. У Матфея рассказ о воскрешении дочери Иаира намного короче, а версия Луки схожа с повествованием Марка за исключением того, что Лука уточняет, что дочь Иаира была единственным ребёнком в семье: «была одна дочь, лет двенадцати, и та была при смерти». Марк называет Иаира «один из начальников синагоги», что свидетельствует о том, что он не был ни священником, ни левитом, а принадлежал к числу мирян, которым поручалась организация молитвенного собрания в местной синагоге. Иаир просит Иисуса исцелить свою дочь, которая находится при смерти. Иисус в сопровождении трёх ближайших учеников (Петра, Иакова и Иоанна) направляется в дом Иаира, где девочка скончалась и уже началась первая часть погребальной церемонии. Войдя в дом, Иисус произносит словосочетание «талифа́ куми́» (др.-евр. טליתא קומי‬), реконструируемое произношение — ṭalīṯā qūmī, которые возвращают девочку к жизни. В тексте Евангелия от Марка эти слова переданы в оригинальном арамейском произношении и снабжены переводом («девица, тебе говорю, встань»).
| Евангелие               | цитата |
| ----------------------- | --- |
| от Матфея (Мф. 9:18-26) | Когда Он говорил им сие, подошел к Нему некоторый начальник и, кланяясь Ему, говорил: дочь моя теперь умирает; но приди, возложи на нее руку Твою, и она будет жива. И встав, Иисус пошел за ним, и ученики Его. И вот, женщина, двенадцать лет страдавшая кровотечением, подойдя сзади, прикоснулась к краю одежды Его, ибо она говорила сама в себе: если только прикоснусь к одежде Его, выздоровею. Иисус же, обратившись и увидев ее, сказал: дерзай, дщерь! вера твоя спасла тебя. Женщина с того часа стала здорова. И когда пришел Иисус в дом начальника и увидел свирельщиков и народ в смятении, сказал им: выйдите вон, ибо не умерла девица, но спит. И смеялись над Ним. Когда же народ был выслан, Он, войдя, взял ее за руку, и девица встала. И разнесся слух о сем по всей земле той. |
| от Марка (Мк. 5:22-43)  | И вот, приходит один из начальников синагоги, по имени Иаир, и, увидев Его, падает к ногам Его и усильно просит Его, говоря: дочь моя при смерти; приди и возложи на нее руки, чтобы она выздоровела и осталась жива. Иисус пошел с ним. За Ним следовало множество народа, и теснили Его. Одна женщина, которая страдала кровотечением двенадцать лет, много потерпела от многих врачей, истощила всё, что было у ней, и не получила никакой пользы, но пришла еще в худшее состояние, – услышав об Иисусе, подошла сзади в народе и прикоснулась к одежде Его, ибо говорила: если хотя к одежде Его прикоснусь, то выздоровею. И тотчас иссяк у ней источник крови, и она ощутила в теле, что исцелена от болезни. В то же время Иисус, почувствовав Сам в Себе, что вышла из Него сила, обратился в народе и сказал: кто прикоснулся к Моей одежде? Ученики сказали Ему: Ты видишь, что народ теснит Тебя, и говоришь: кто прикоснулся ко Мне? Но Он смотрел вокруг, чтобы видеть ту, которая сделала это. Женщина в страхе и трепете, зная, что с нею произошло, подошла, пала пред Ним и сказала Ему всю истину. Он же сказал ей: дщерь! вера твоя спасла тебя; иди в мире и будь здорова от болезни твоей Когда Он еще говорил сие, приходят от начальника синагоги и говорят: дочь твоя умерла; что еще утруждаешь Учителя? Но Иисус, услышав сии слова, тотчас говорит начальнику синагоги: не бойся, только веруй. И не позволил никому следовать за Собою, кроме Петра, Иакова и Иоанна, брата Иакова. Приходит в дом начальника синагоги и видит смятение и плачущих и вопиющих громко. И, войдя, говорит им: что смущаетесь и плачете? девица не умерла, но спит. И смеялись над Ним. Но Он, выслав всех, берет с Собою отца и мать девицы и бывших с Ним и входит туда, где девица лежала. И, взяв девицу за руку, говорит ей: «талифа́ куми́», что значит: девица, тебе говорю, встань. И девица тотчас встала и начала ходить, ибо была лет двенадцати. Видевшие пришли в великое изумление. И Он строго приказал им, чтобы никто об этом не знал, и сказал, чтобы дали ей есть. |
| от Луки (Лк. 8:40-56)   | Когда же возвратился Иисус, народ принял Его, потому что все ожидали Его. И вот, пришел человек, именем Иаир, который был начальником синагоги; и, пав к ногам Иисуса, просил Его войти к нему в дом, потому что у него была одна дочь, лет двенадцати, и та была при смерти. Когда же Он шел, народ теснил Его. И женщина, страдавшая кровотечением двенадцать лет, которая, издержав на врачей всё имение, ни одним не могла быть вылечена, подойдя сзади, коснулась края одежды Его; и тотчас течение крови у ней остановилось. И сказал Иисус: кто прикоснулся ко Мне? Когда же все отрицались, Петр сказал и бывшие с Ним: Наставник! народ окружает Тебя и теснит, – и Ты говоришь: кто прикоснулся ко Мне? Но Иисус сказал: прикоснулся ко Мне некто, ибо Я чувствовал силу, исшедшую из Меня. Женщина, видя, что она не утаилась, с трепетом подошла и, пав пред Ним, объявила Ему перед всем народом, по какой причине прикоснулась к Нему и как тотчас исцелилась. Он сказал ей: дерзай, дщерь! вера твоя спасла тебя; иди с миром. Когда Он еще говорил это, приходит некто из дома начальника синагоги и говорит ему: дочь твоя умерла; не утруждай Учителя. Но Иисус, услышав это, сказал ему: не бойся, только веруй, и спасена будет. Придя же в дом, не позволил войти никому, кроме Петра, Иоанна и Иакова, и отца девицы, и матери. Все плакали и рыдали о ней. Но Он сказал: не плачьте; она не умерла, но спит. И смеялись над Ним, зная, что она умерла. Он же, выслав всех вон и взяв ее за руку, возгласил: девица! встань. И возвратился дух ее; она тотчас встала, и Он велел дать ей есть. И удивились родители ее. Он же повелел им не сказывать никому о происшедшем. |

## Толкования
Иоанн Златоуст комментируя слова Спасителя о том, что «девица не умерла, но спит», пишет, что Христос тем самым переосмысливает само понятие смерти:
«…научает не страшиться смерти, потому что смерть уже не есть более смерть, но стала сном. Поскольку Ему и Самому надлежало умереть, то, воскрешая других, заранее приготовляет учеников Своих к мужеству и спокойному перенесению смерти, так как после Его пришествия смерть сделалась сном».
Сербский богослов Николай (Велимирович), толкуя слова евангелиста Луки о том, что «возвратился дух её» подчёркивает, что под этими словами Лука подразумевал воскрешение дочери Иаира:
«Видите — смерть есть сон! Возвратился дух ее. Дух расстался с телом и отошел туда, куда уходят духи умерших. Своим прикосновением и словами Господь здесь сотворил два чуда: во-первых, исцелил тело; во-вторых, возвратил дух из духовного мира в здоровое тело. Ибо если бы Он не исцелил тела, что пользы было бы девице, когда в нее, больную, вернулся бы ее дух? Она бы ожила только для того, чтобы снова болеть и снова умирать! Такое неполное воскрешение было бы не воскрешением, а мучением. Но Господь не дает неполных даров — лишь полные; и не дает несовершенных — лишь совершенные. Он возвращал слепцам не одно око, но оба, глухих делал слышащими не одним ухом, но обоими; и расслабленным исцелял не одну ногу, но две. Так и здесь. Он возвращает дух в здоровое тело, а не в больное, чтобы весь человек был жив и здоров».
Архиепископ Аверкий (Таушев) отмечал, что возможно Иаир был свидетелем исцеления Христом слуги капернаумского сотника и несмотря на тот факт, что начальники синагог принадлежали к враждебной Иисусу партии, он «возгорелся надеждой, не исцелит ли Иисус и его дочь».

## В искусстве

### В литературе
В романе Ф. М. Достоевского «Братья Карамазовы» аллегорический рассказ Ивана Карамазова о явлении Христа в средневековой Испании повествует о том, как Христос перед Севильским собором исцеляет слепого и воскрешает девочку, тихо произнося евангельские слова на арамейском языке: «Талифа куми»:
«В смутное время Реформации, религиозных войн и инквизиции Христос пожелал явиться ненадолго людям, чтобы укрепить их расшатанную веру в Бога. Это не было окончательное пришествие Христа, обещанное Иоанном Богословом (Откр. 3:11), но лишь временное, вызванное необходимостью смягчить страдания измученного инквизицией народа Испании. Действие поэмы происходит в Севилье, где накануне было сожжено около сотни еретиков ad majorem gloriam Dei. Внезапно появившегося Христа сразу же все узнают, он простирает к верующим руки, благословляет людей. Происходят чудеса исцеления и воскрешения: „талифа куми“ — „и восста девица“, словом, всё, как было описано в Евангелиях».
Как отмечает православный богослов Иларион (Алфеев), это были единственные слова, которые Христос произносит в сочинении Ивана Карамазова.

### В изобразительном искусстве

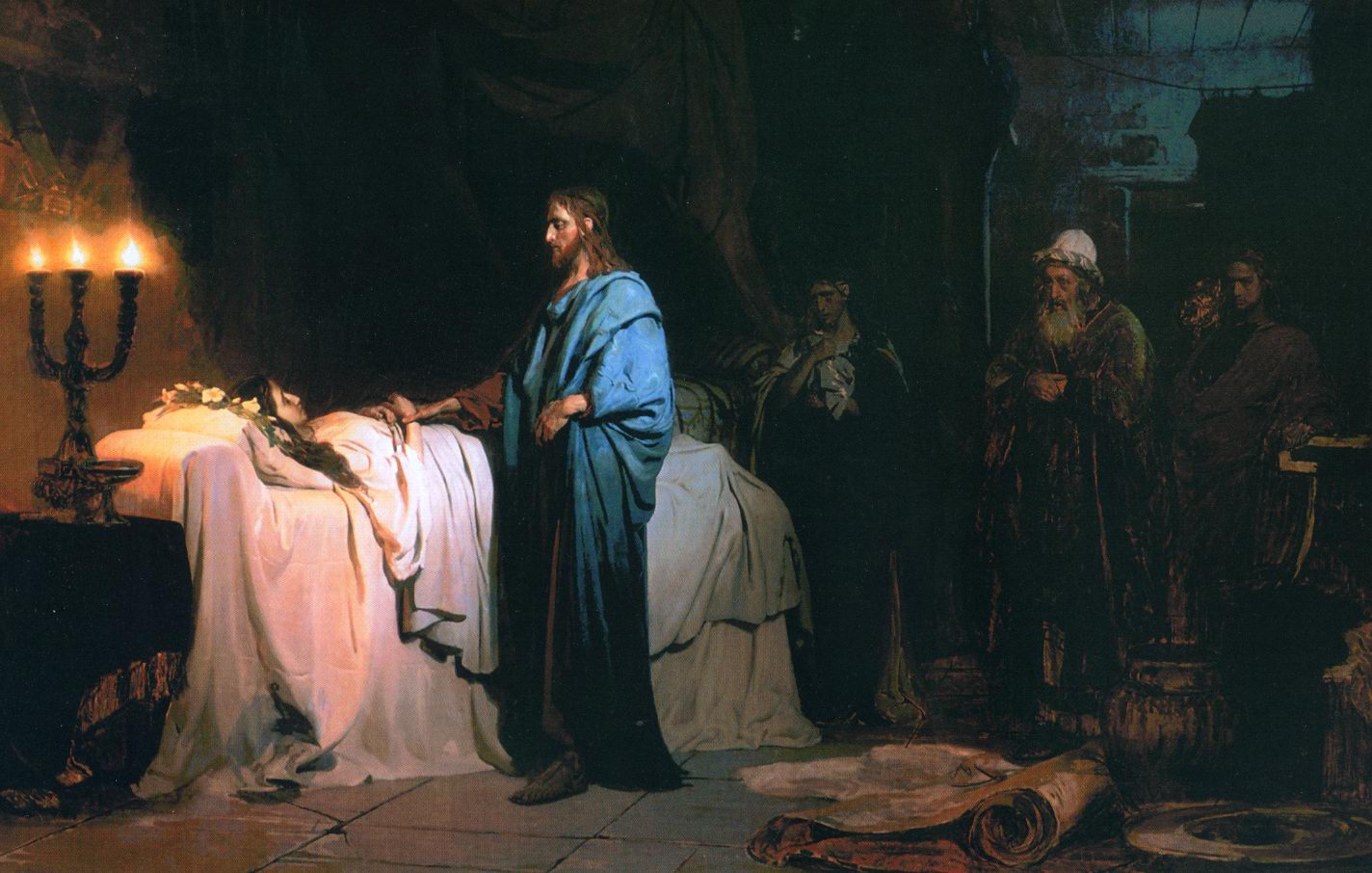
Илья Репин. Воскрешение дочери Иаира (1871)
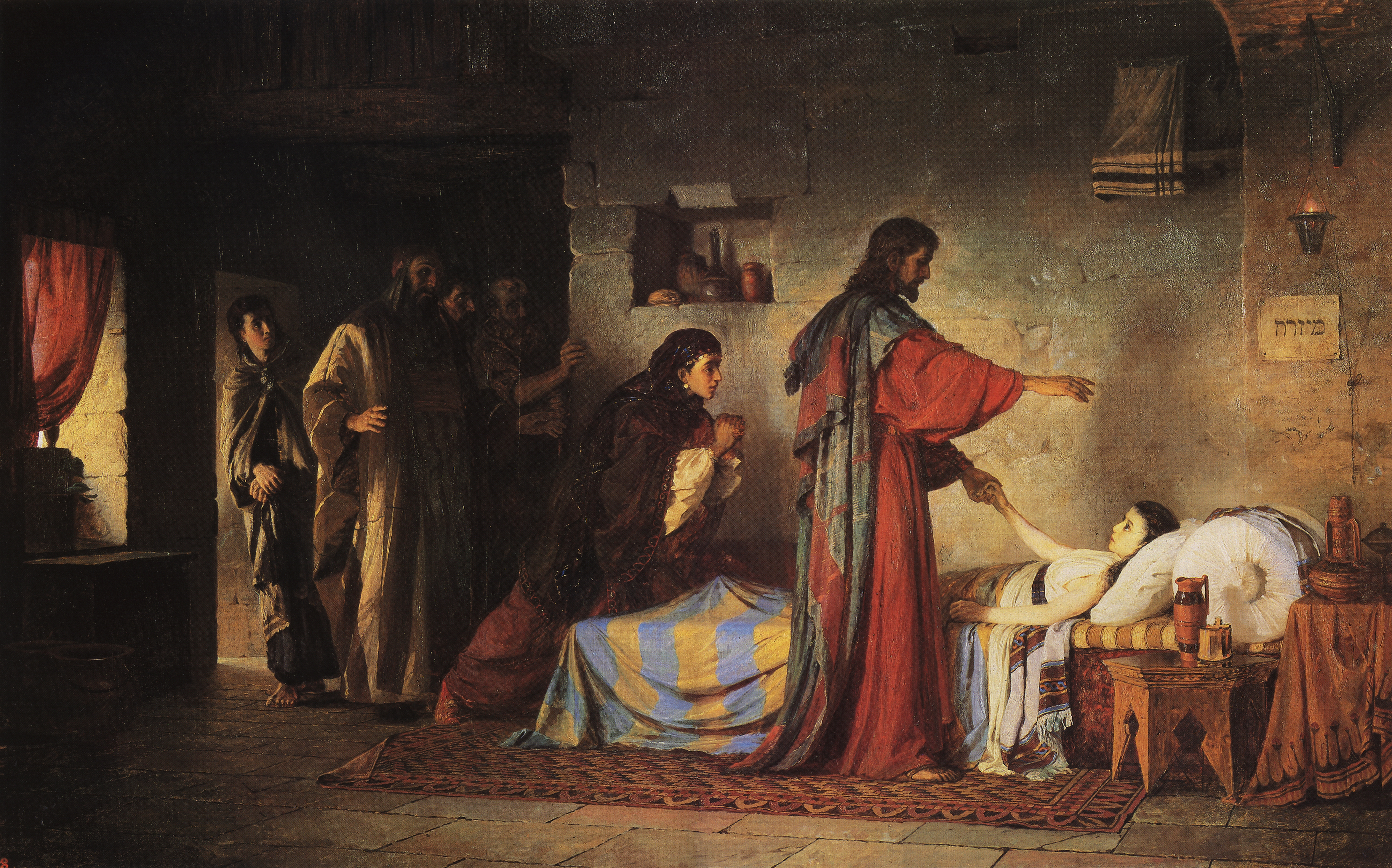
Василий Поленов. Воскрешение дочери Иаира (1871)
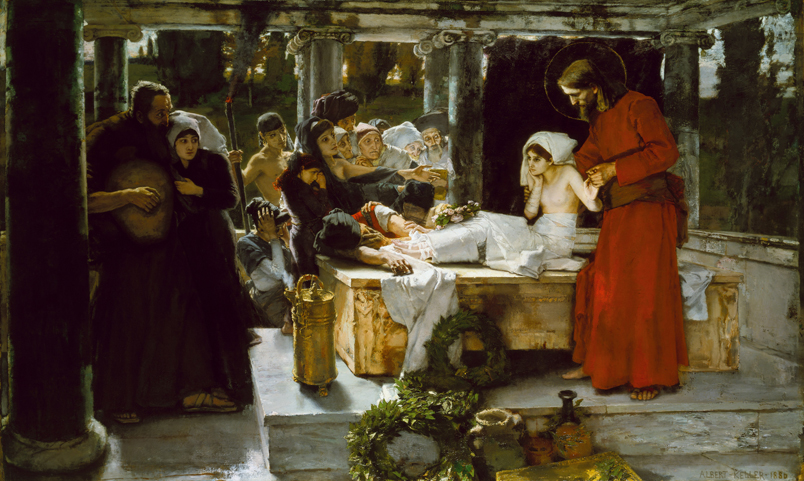
Альберт фон Келлер. Воскрешение дочери Иаира (1886)